# Торриана
Торриана (итал. Torriana) —  коммуна в Италии, располагается в регионе Эмилия-Романья, в провинции Римини.
Население составляет 1401 человек (2008 г.), плотность населения составляет 61 чел./км². Занимает площадь 23 км². Почтовый индекс — 47030. Телефонный код — 0541.
Покровителем коммуны почитается святой Вициний из Сарсины (San Vicino), празднование 28 августа.

## Демография
Динамика населения:

## Администрация коммуны
- Официальный сайт: https://web.archive.org/web/20081006182841/http://www.comune.torriana.rn.it/